# Elena Lilik
Elena Lilik (* 14. September 1998 in Weimar als Elena Apel) ist eine deutsche Kanutin, die im Kanuslalom im Einer-Kajak und Einer-Canadier antritt.

## Leben
Elena Lilik ist die älteste Tochter von Thomas Apel (Kajak-Bundestrainer der Slalomkanuten) und Daniela Apel (ehemalige Handballspielerin). Ihre jüngere Schwester Emily fährt im Junioren-Team der Slalomkanuten.
Als Kind begann Lilik zunächst mit Handball, gab diesen Sport aber im Alter von viereinhalb Jahren auf, nachdem sie mit ihrer Familie von Jena nach Augsburg umgezogen war. Zum Kanuslalom kam sie durch ihren Vater und betreibt diesen seit 2006 aktiv bei den Kanu Schwaben Augsburg. 2014 qualifizierte sie sich erstmals für die Junioren-Nationalmannschaft C1. Seit 2017 gehört Lilik der Bundeswehr an und startete 2018 erstmals für das A-Team. Seit 2019 fährt sie in beiden Disziplinen C1 und K1 in der Nationalmannschaft. Seit 2020 wird sie von ihrem Vater Thomas Apel trainiert.
Beim Kanuslalom-Weltcup im französischen Pau im September 2021 gewann sie im Canadier (C1) mit der Bronzemedaille ihre erste Weltcup-Medaille und sicherte sich damit Platz 3 im Gesamt-Weltcup C1. In der Disziplin Kajak (K1) liegt sie 2021 in der Gesamtwertung auf Platz 4.
Bei den Weltmeisterschaften 2021 in Bratislava holte sie sowohl im Kajak als auch im Canadier je eine Medaille. In der relativ neuen Disziplin Extremslalom (K1 extrem), einem Kopf-an-Kopf-Rennen von vier zeitgleich startenden Booten, musste sie sich nur der Australierin Jessica Fox geschlagen geben und errang die Silbermedaille. Elena Lilik war noch nie zuvor ein derartiges Rennen gefahren und absolvierte ihre ersten Trainingseinheiten in Bratislava erst kurz vor den Wettkämpfen. Bei den Olympischen Spielen 2024 in Paris gewann Lilik im Einer-Canadier die Silbermedaille. Im Kajak-Cross erreichte Lilik das Finale der besten vier, wurde dort aber wegen eines verpassten Tores disqualifiziert und belegte damit Rang vier.
Im August 2021 heiratete Elena Apel den Eishockeyspieler Leon Lilik. Bei den Meisterschaften im September 2021 startete sie jedoch noch unter ihrem Geburtsnamen Elena Apel, da ihr Pass nicht rechtzeitig fertig war.

## Erfolge

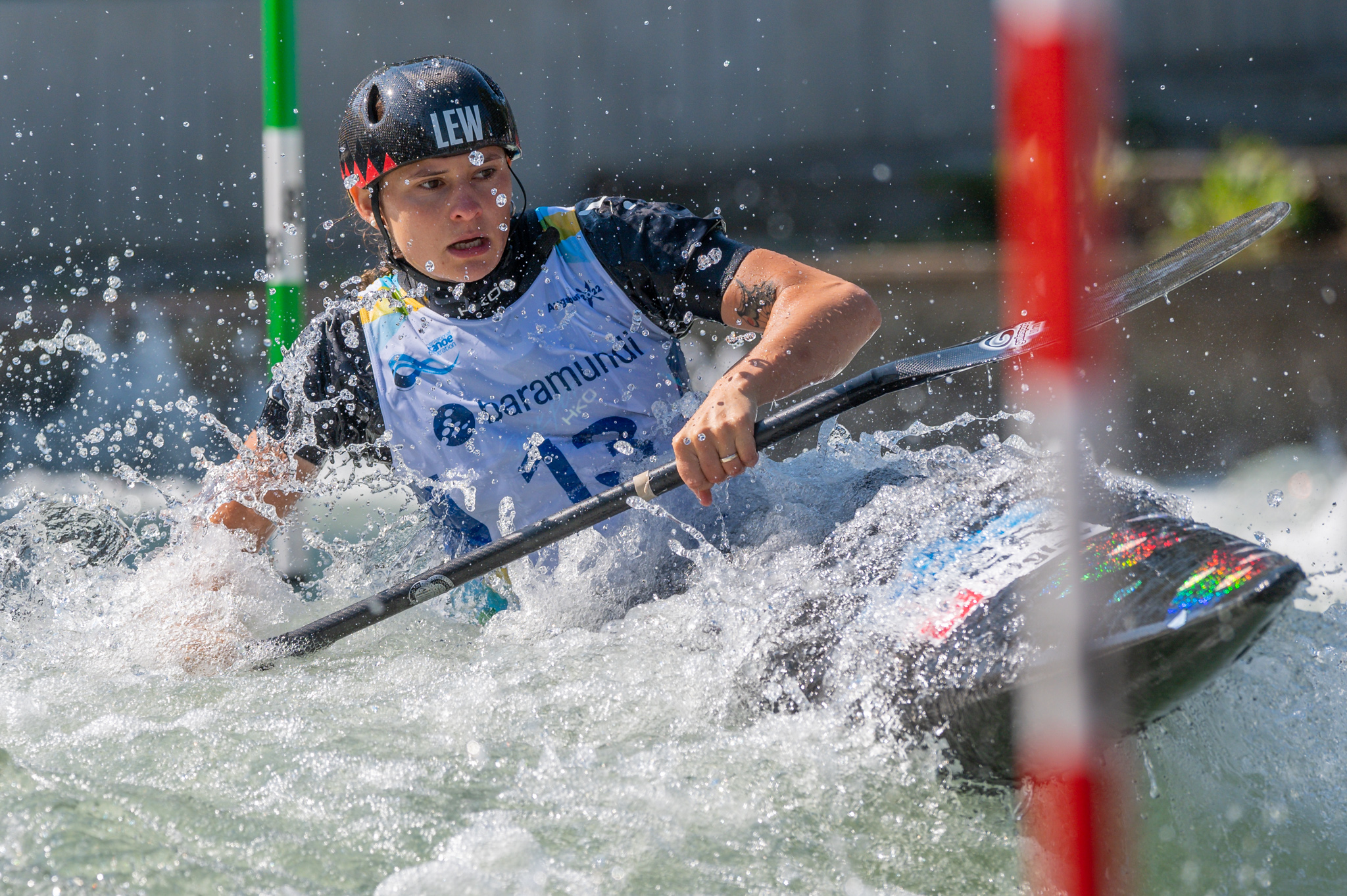
Elena Lilik – Kanuslalom-Weltmeisterschaften 2022

Elena Lilik gewann Medaillen bei folgenden Wettkämpfen:
- Olympia
  - C1, 2024 in Paris: Silbermedaille
- Weltmeisterschaften
  - K1 extreme, 2021 in Bratislava: Silbermedaille[9]
  - C1, 2021 in Bratislava: Goldmedaille[10]
  - K1, 2021 in Bratislava: Silbermedaille
- Europameisterschaften
  - C1, 2021 in Ivrea: Bronzemedaille
  - C1 Mannschaft, 2019 in Pau: Silbermedaille
  - K1 Mannschaft, 2019 in Pau: Silbermedaille
  - K1, 2018 in Prag: Bronzemedaille
- U23-Weltmeisterschaften
  - C1, 2021 in Tacen: Bronzemedaille
  - K1, 2021 in Tacen: Bronzemedaille
- U23-Europameisterschaften
  - C1, 2020 in Krakau: Goldmedaille
  - K1 Mannschaft, 2020 in Krakau: Silbermedaille
  - C1 Mannschaft, 2020 in Krakau: Silbermedaille
  - K1, 2020 in Krakau: Goldmedaille
- Juniorenweltmeisterschaften
  - K1 Mannschaft, 2015 in Foz do Iguaçu: Silbermedaille
- Junioreneuropameisterschaften
  - C1 Mannschaft, 2014 in Skopje: Silbermedaille